# Eurysquillidae
Eurysquillidae is een familie van kreeftachtigen uit de klasse van de Malacostraca (Hogere kreeftachtigen).

## Geslachten
- Coronidopsis Hansen, 1926
- Eurysquilla Manning, 1963
- Eurysquilloides Manning, 1963
- Manningia Serène, 1962
- Raysquilla Ahyong, 2000
- Sinosquilla Liu & Wang, 1978